# The Fade Out
The Fade Out és una col·lecció de còmics creats pel guionista Ed Brubaker i el dibuixant Sean Phillips amb l'ajuda de la colorista Elizabeth Breitweiser i l'ajudant de recerca Amy Condit. Image Comics va publicar-ne dotze números entre l'agost de 2014 i el gener de 2016. La història ha estat recopilada en tres volums de butxaca i una única col·lecció de tapa dura.
La història, parcialment inspirada en la vida de l'oncle de Brubaker, se situa l'any 1948 i és protagonitzada per Charlie Parish, un guionista de Hollywood que pateix estrès posttraumàtic i que és encobert pel seu millor amic de la Llista Negra, Gil. Quan Charlie desperta després de patir un desmai a la mateixa habitació on una jove actriu ha estat assassinada, en Gil i ell es disposen a trobar l'assassí per fer justícia. Mentre descobreixen més coses sobre el seu passat tèrbol, es troben enfrontant-se a l'elit més poderosa de Hollywood i les clavegueres de l’anomenada Fàbrica de Somnis.
Tot i que es va avisar Brubaker que l'argument no era prou comercial per arribar a un públic ample, The Fade Out es va vendre molt millor que llurs obres prèvies i se’n van fer nombroses reimpressions. La sèrie va rebre una crítica positiva. Brubaker aviat va rebre trucades de persones de Hollywood interessades per filmar The Fade Out. No obstant això, no volia vendre’n els drets abans la fi de la sèrie. Ho havia fet en una obra anterior, però no li va agradar que això afectava la manera en què escrivia perquè ja pensava en l'altre mitjà.

## Història de la publicació

### Desenvolupament
L'oncle d'Ed Brubaker, John Paxton, va ser un guionista destacat entre els anys 1930 i 1940, conegut pels films Història d'un detectiu, Foc creuat, El salvatge i L'hora final. Brubaker va créixer amb històries de la història gloriosa d'Hollywood i són pare sempre li feia mirar films d'aquesta època.
La seva esposa, Sarah Jane Paxton, treballava com a relacions públiques per a la productora Century Fox en aquell moment. Ambdós explicaven històries sobre experiències seves a Brubaker que va desenvolupar una llarga vida de fascinació amb relació a l'època i l'escenari. Concretament, va acabar pensant que era una imatge pública i sentia que tothom s'havia d'oferir a ell per a triomfar. A mitjan del 2014, un cop acabada l'obra, Fatale, Brubaker i Sean Phillips reflexionaven sobre si el seu pròxim projecte havia de ser sobre un període negre o una història de ciència-ficció. Brubaker no creia que un lloc fosc del 1940 a Hollywood pogués ser prou comercial i acceptat als canals convencionals, però no podien endarrerir els números degut als cinc anys de contracte amb l'editorial Image Comics. Aquest contracte garantia que els creadors poguessin publicar qualsevol còmic sense haver de parlar-ne abans amb l'editor.
La parella va anunciar The Fade Out juntament amb el seu nou contracte, el 9 de gener de 2014 a la fira de comics Image Expo. Aleshores no tenien un termini fixat per realitzar els còmics, ja que no sabien quants números havien de menester per explicar la història. Com que Fatale havia durat el doble del que havien planejat, no volien enganyar els fans o sentir-se pressionats per acabar els números abans d'hora. Quan se’ls va demanar per la imatge promocional per a la fira Image Expo, Brubaker va suggerir «una màquina d'escriure, una mica de sang i les mans d'un cos mort». Phillips va eliminar les mans i va incorporar la sang dins un logotip. Mentre que l'argument principal és el misteri d'un assassinat, la idea inicial era la d'un escriptor amb estrès posttraumàtic que no podia escriure i que era encobert pel seu millor amic de la Llista Negra, Gil. Al llarg dels capítols, Brubaker fa servir tant la primera com la tercera persona per narrar la història. També intentava crear una història en capes que recompensés la lectura repetida, de manera que va evitar detalls estranys. Quan escrivia el guió, Brubaker escoltava música dels anys 1940 per tal d'ambientar-se en l'època. Phillips, que viu al Regne Unit, sovint presenta dificultats per retratar de manera acurada l'Amèrica moderna i diu: «Hollywood de 1948 podria ben ser una ciència-ficció». Brubaker va contractar Amy Condit com a assistent de recerca. Condit, que és el gerent del Museu de la Policia de Los Angeles, va proporcionar a Phillips milers de fotografies.
Tot i que Phillips ja havia fet servir eines digitals com Cintiq i Manga Studio des del 1997, The Fade Out és el seu primer projecte fet exclusivament per ordenador. Pensava que la nova tecnologia acceleraria el procés creatiu, però en canvi, el va alentir. Visualment, l'estil de Phillips es va mantenir igual que el seu treball anterior, el qual el crític Charley Parked va assenyalar pels seus «forts negres tacats i ús audaç de l'espai negatiu». Phillips també va canviar la seva tipografia cap a una altra que “s'ajustés al període”. Durant la publicació, va optar per mantenir el misteri de cap on s'encaminava la història, i de vegades només rebia algunes de les pàgines al mateix temps.

### Publicació
Les 40 primeres pàgines del primer volum es van publicar el 20 d'agost de 2014. A diferència de la majoria de còmics venuts directament al mercat, es podien retornar a l'editor les còpies d'aquest número que no s'havien venut. Aquesta tàctica va permetre als venedors fer grans comandes sense cap risc financer. Les vendes estimades van ser de poc menys de 35.000 exemplars, el que en fa el 61è còmic més venut del mes i el primer número del còmic es va esgotar el dia del llançament. L'endemà es va anunciar una segona impressió que va ser llançada el 24 de setembre de 2014, el mateix dia que el va sortir el segon número. Incloent les vendes d'una segona impressió, el primer número va vendre aproximadament 41,000 còpies. A més de la versió d'impressió estàndard, hi havia disponible una versió més gran de «revista» amb vuit pàgines addicionals. Això no obstant, el primer número de The Fade Out va tenir les millors vendes d'obres Brubaker i Phillips finsaleshores. El segon número també va passar per una segona impressió, que es va publicar el mateix dia que el número tres. Les vendes totals s'estimaven a 30500. A part de les 22 pàgines de la història, cada volum incloïa material extra. Com que la pàgina d'obertura eren dues pàgines senceres, una a la portada interior i l'altra a la primera pàgina, calia inserir una pàgina addicional per iniciar la història al costat de la pàgina. La solució de Brubaker era utilitzar la pàgina dos com a llista de llançaments amb descripcions curtes que es van actualitzant a mesura que avança la història i que considerava que era «antiquada i ordenada». Jess Nevins i Devin Faraci, entre d'altres, van escriure assajos i articles al final de cada número, sobre el crim i la desgràcia entre els actors famosos als anys quaranta. La contraportada de cada número incloïa imatges promocionals o ressenyes de la pel·lícula de ficció que es va gravar del còmic. Es van predir esdeveniments futurs i es van ampliar a personatges menors. El setembre de 2015, les ofertes d'Image per als pròxims còmics van revelar que «The Fade Out» acabaria amb el volum número dotze, que es va publicar el 6 de gener de 2016. Igual que el primer número, el dotze tenia el doble de pàgines que un còmic normal. Se’n va vendre una quantitat estimada de 16.500 còpies i va ser el número 136 més venut del mes. Brubaker va dir queThe Fade Out era, en aquella època, la seva història més complexa i acabava «exactament de la manera en què el va imaginar en un començament». Els creadors ja havien començat a treballar en la seva pròxima col·laboració, «Kill or Be Killed», abans que es publiqués el número final de The Fade Out. La sèrie es va recollir en tres volums durant la publicació i en tapa dura de grans dimensions l'octubre de 2016. Els articles i assajos que es troben en els números senzills no estan inclosos a les col·leccions. A la columna de lletres de «Kill or Be Killed» #12 (setembre de 2017), Brubaker parla dels seus plans d'una semi-seqüela de The Fade Out.

## Argument
Charlie Parish, un guionista de Hollywood que pateix estrès posttraumàtic, és encobert pel seu millor amic de la llista negra de Hollywood, Gil. Quan Charlie es desperta després de patir un desmai a la mateixa habitació on una jove actriu ha estat assassinada, junts amb Gil s'enganxa a trobar l'assassí i fer justícia. A mesura que sorgeixen les pistes que tracten de reunir la nit que condueix a l'assassinat, els testimonis que cooperen són castigats pels tècnics de l'estudi. Charlie està preparat per fugir quan Gil intenta fer xantatge al cap de l'estudi demanant-li, de forma anònima, que «sap què va passar» amb la jove actriu. Aquesta amenaça és malentesa i per això el cap de l'estudi intenta destruir proves que demostren que va abusar sexualment d'ella quan era un actor infantil. En Charlie i Gil són capaços de recuperar una carpeta de fotografies i de seguir lluitant per la justícia. Planegen segrestar l'altre cofundador de l'estudi, que ara pateix Alzheimer i admetrà lliurement els pecats del passat. Arriben a la mansió del cofundador al mateix temps que els tècnics l'assassinen per evitar que parli.n A mesura que els dos amics s'escapen dels tècnics, Gil és assassinat. Quan Charlie es resigna a treballar en la cultura corrupta, el tècnic revela que l'actriu va ser assassinada per un agent secret de l'FBI que cercava comunistes a Hollywood.

## Rebuda als Estats Units
Els volums van rebre opinions positives per part de la crítica. Segons el lector d'opinions de Comic Book Roundup, el primer número va obtenir una mitjana de 9,2/10 sobre la base de 41 ressenyes; la sèrie en conjunt va fer una mitjana de 8,9/10 sobre la base de 154 ressenyes i el número final va ser de 9,6/10, basat en nou comentaris. La sèrie va guanyar el Premi Eisner 2016 per a la «Millor sèrie limitada». El primer número es va incloure a la «Must List» del setmanari Entertainment Weekly. Jim Bush, d'Entertainment Fuse, que sol apreciar l'obra Phillips, no troba gaire bones les escenes de sexe del número 7. Mary Kate Jasper, crítica de Comic Book Resources, lloa l'aportació de la colorista Elizabeth Breitweiser. Li agradava especialment com els ulls dels personatges fets per Breitweiser sembla que brillin i destaquen com una mena de panells foscos.